# 가미시사촌
가미시사촌(上志佐村)은 나가사키현 기타마쓰우라군에 설치된 촌이다. 